# Forra di S. Giustina
Forra di S. Giustina este o arie protejată (arie specială de conservare — SAC, sit de importanță comunitară — SCI) din Italia întinsă pe o suprafață de 24 ha, integral pe uscat.

## Localizare
Centrul sitului Forra di S. Giustina este situat la coordonatele 46°20′16″N 11°03′30″E / 46.33788°N 11.058277°E.

## Înființare
Situl Forra di S. Giustina a fost declarat sit de importanță comunitară în iunie 1995 pentru a proteja 9 specii de animale. Situl a fost protejat și ca arie specială de conservare în martie 2014.

## Biodiversitate
Situată în ecoregiunea alpină, aria protejată conține 6 habitate naturale: Păduri pe pante, grohotișuri și ravene de Tilio-Acerion, Izvoare petrifiante cu formare de travertin (Cratoneurion), Liziere de ierburi înalte hidrofile de câmpie și de nivel montan până la alpin, Pante stâncoase calcaroase cu vegetație casmofită, Râuri de munte și vegetația lor lemnoasă cu Salix elaeagnos, Păduri aluvionare cu Alnus glutinosa și Fraxinus excelsior (Alno-Padion, Alnion incanae, Salicion albae).
La baza desemnării sitului se află mai multe specii protejate:
- păsări (6): fluierar de munte (Actitis hypoleucos), pescăruș albastru (Alcedo atthis), buha (Bubo bubo), vânturel roșu (Falco tinnunculus), gaia neagră (Milvus migrans), viespar (Pernis apivorus)
- mamifere (1): liliacul mic cu potcoavă (Rhinolophus hipposideros)
- nevertebrate (2): Austropotamobius pallipes, rădașcă (Lucanus cervus)

Pe lângă speciile protejate, pe teritoriul sitului au mai fost identificate 7 specii de plante, 2 specii de amfibieni, 4 specii de mamifere, 2 specii de pești, 3 specii de reptile.